# 相葉麗香
相葉麗香（あいば れいか、REIKA、1991年2月7日—），日本前AV女優，所屬事務所是馬克斯集團。

## 歷史
出身於神奈川縣。興趣是購物和美甲。
2012年9月從kira☆kira出道。
2014年7月在人中之龍的女優人氣投票中，獲得77,223票排名第19，並於人中之龍0 誓約的場所中獲得演出。
2014年11月24日於官方部落格和Twitter中宣布引退。

## 遊戲

### PlayStation 4・PlayStation 3
- 人中之龍0 誓約的場所（2015年3月12日、SEGA）

## 網路節目
- トイズハートプレゼンツBUBKA「きのう誰食べた」（2013年2月12日ゲスト出演、Niconico生放送）[9]

## 外部連結
- 相葉レイカオフィシャルブログ，存于（2012年6月1日 - ）
- アットマークス 相葉レイカ 所屬事務所的簡介
- 相葉麗香的X（前Twitter）（2012年5月30日 - ）